# اتحاد انقلابی کارائیب
اتحاد انقلابی کارائیب (انگلیسی: Caribbean Revolutionary Alliance) یک سازمان نظامی خواهان خودگردانی بود،که در دهه ۱۹۸۰ در بخش کارائیب مجمع الجزایر گوادلوپ فعالیت داشت. این سازمان بدنبال چند رشته بمب‌گذاری در سال ۱۹۸۴ توسط دولت فرانسه غیرقانونی اعلام شد. این سازمان مسؤلیت بمب‌گذاری نوامبر سال ۱۹۸۶ هنگام مسابقات قایق‌رانی روت دو روم را نیز به عهده گرفته‌است.